# Grammy Award de la chanson de l'année

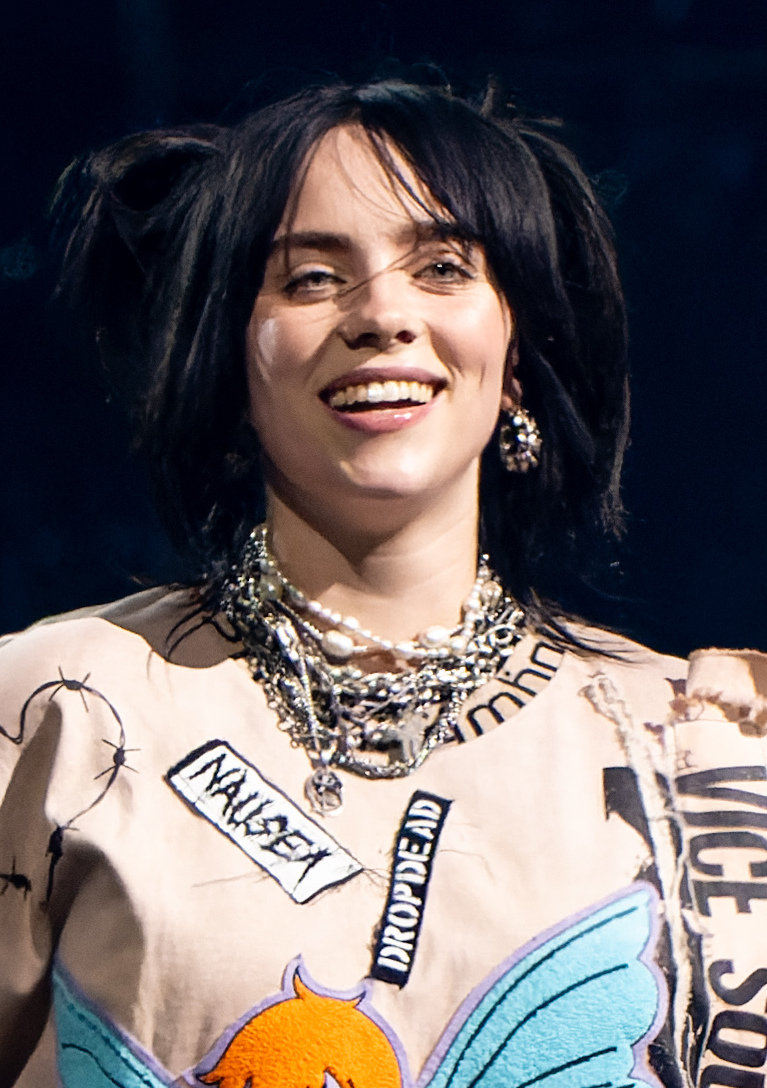
Billie Eilish - 2024

Le Grammy Award de la chanson de l'année est l'une des quatre plus importantes récompenses de la cérémonie des Grammy Awards. Il est décerné depuis 1959 au compositeur de la chanson, à la différence du Grammy Award de l'enregistrement de l'année, qui revient à son interprète et producteur.

## Lauréats

### Années 1950
| Année | Gagnant                                                        | Nominations                                                                 |
| ----- | -------------------------------------------------------------- | --------------------------------------------------------------------------- |
| 1959  | Domenico Modugno pour Volare* interprétée par Domenico Modugno | - Cy Coleman et Carolyn Leigh pour Witchcraft interprétée par Frank Sinatra |

* cette chanson a également remporté le Grammy Award de l'enregistrement de l'année

### Années 1960
| Année | Gagnant                                                                                          | Nominations                                                                                                   |
| ----- | ------------------------------------------------------------------------------------------------ | --- |
| 1960  | Jimmy Driftwood pour The Battle of New Orleans interprétée par Johnny Horton                     | - Jule Styne et Stephen Sondheim pour Small World interprétée par Johnny Mathis                               |
| 1961  | Ernest Gold pour Theme from Exodus interprétée par divers artistes                               | - Max Steiner pour Theme from A Summer Place interprétée par Percy Faith                                      |
| 1962  | Henry Mancini pour Moon River* interprétée par Andy Williams                                     | - Jule Styne, Betty Comden et Adolph Green pour Make Someone Happy interprétée par divers artistes            |
| 1963  | Leslie Bricusse et Anthony Newley pour What Kind of Fool Am I ? interprétée par Sammy Davis Jr.  | - Richard Rodgers pour The Sweetest Sounds interprétée par divers artistes                                    |
| 1964  | Johnny Mercer et Henry Mancini pour Days of Wine and Roses* interprétée par Andy Williams        | - Burt Bacharach et Hal David pour Wives and Lovers interprétée par Jack Jones                                |
| 1965  | Jerry Herman pour Hello, Dolly! interprétée par Louis Armstrong                                  | - Leslie Bricusse et Anthony Newley pour Who Can I Turn To ? interprétée par Tony Bennett                     |
| 1966  | Paul Francis Webster et Johnny Mandel pour The Shadow of Your Smile interprétée par Tony Bennett | - Roger Miller pour King of the Road interprétée par Roger Miller                                             |
| 1967  | John Lennon et Paul McCartney pour Michelle interprétée par The Beatles                          | - Bert Kaempfert, Charles Singleton et Eddie Snyder pour Strangers in the Night interprétée par Frank Sinatra |
| 1968  | Jimmy Webb pour Up, Up and Away* interprétée par The 5th Dimension                               | - John Hartford pour Gentle on My Mind interprétée par Glen Campbell                                          |
| 1969  | Bobby Russell pour Little Green Apples interprétée par O. C. Smith                               | - Paul Simon pour Mrs. Robinson interprétée par Simon and Garfunkel                                           |

### Années 1970
| Année | Gagnant | Nominations |
| ----- | --- | --- |
| 1970  | Joe South pour Games People Play interprétée par Joe South | - Burt Bacharach et Hal David pour Raindrops Keep Fallin' on My Head interprétée par B. J. Thomas                                             |
| 1971  | Paul Simon pour Bridge over Troubled Water* interprétée par Simon and Garfunkel | - Roger Nichols et Paul Williams pour We've Only Just Begun interprétée par The Carpenters                                                    |
| 1972  | Carole King pour You've Got a Friend interprétée par James Vernon Taylor et Carole King                                                                                                | - Joe South pour (I Never Promised You A) Rose Garden interprétée par Lynn Anderson                                                           |
| 1973  | Ewan MacColl pour The First Time Ever I Saw Your Face* interprétée par Roberta Flack                                                                                                   | - Marilyn Bergman, Alan Bergman et Michel Legrand pour The Summer Knows interprétée par Michel Legrand                                        |
| 1974  | Norman Gimbel et Charles Fox pour Killing Me Softly with His Song* interprétée par Roberta Flack                                                                                       | - Irwin Levine et L. Russell Brown pour Tie a Yellow Ribbon Round the Ole Oak Tree interprétée par Dawn avec la participation de Tony Orlando |
| 1975  | Marilyn Bergman, Alan Bergman et Marvin Hamlisch pour The Way We Were interprétée par Barbra Streisand                                                                                 | - Paul Williams et Ken Ascher pour You and Me Against the World interprétée par Helen Reddy                                                   |
| 1976  | Stephen Sondheim pour Send In the Clowns interprétée par Judy Collins | - Larry Weiss pour Rhinestone Cowboy interprétée par Glen Campbell                                                                            |
| 1977  | Bruce Johnston pour I Write the Songs interprétée par Barry Manilow | - Gordon Lightfoot pour The Wreck of the Edmund Fitzgerald interprétée par Gordon Lightfoot                                                   |
| 1978  | Barbra Streisand et Paul Williams pour Evergreen (Love Theme from A Star Is Born) interprétée par Barbra Streisand Joseph Brooks pour You Light Up My Life interprétée par Debby Boone | - Allen Toussaint pour Southern Nights interprétée par Glen Campbell                                                                          |
| 1979  | Billy Joel pour Just the Way You Are* interprétée par Billy Joel | - Randy Goodrum pour You Needed Me interprétée par Anne Murray                                                                                |

### Années 1980
| Année | Gagnant | Nominations                                                                                         |
| ----- | --- | --------------------------------------------------------------------------------------------------- |
| 1980  | Kenny Loggins et Michael McDonald pour What a Fool Believes* interprétée par The Doobie Brothers                 | - Steve Gibb pour She Believes in Me interprétée par Kenny Rogers                                   |
| 1981  | Christopher Cross pour Sailing* interprétée par Christopher Cross                                                | - Barry Gibb et Robin Gibb pour Woman in Love interprétée par Barbra Streisand                      |
| 1982  | Donna Weiss et Jackie DeShannon pour Bette Davis Eyes* interprétée par Kim Carnes                                | - Dolly Parton pour 9 to 5 interprétée par Dolly Parton                                             |
| 1983  | Johnny Christopher, Mark James et Wayne Carson pour Always on My Mind interprétée par Willie Nelson              | - Donald Fagen pour IGY (What a Beautiful World) interprétée par Donald Fagen                       |
| 1984  | Sting pour Every Breath You Take interprétée par The Police                                                      | - Michael Sembello et Dennis Matkosky pour Maniac interprétée par Michael Sembello                  |
| 1985  | Graham Lyle et Terry Britten pour What's Love Got to Do with It* interprétée par Tina Turner                     | - Cyndi Lauper et Rob Hyman pour Time after Time interprétée par Cyndi Lauper                       |
| 1986  | Michael Jackson et Lionel Richie pour We Are the World* interprétée par USA for Africa                           | - Mick Jones pour I Want to Know What Love Is interprétée par Foreigner                             |
| 1987  | Burt Bacharach et Carole Bayer Sager pour That's What Friends Are For interprétée par Dionne Warwick and Friends | - Paul Simon pour Graceland interprétée par Paul Simon                                              |
| 1988  | James Horner, Barry Mann et Cynthia Weil pour Somewhere Out There interprétée par Linda Ronstadt et James Ingram | - Michael Masser et Will Jennings pour Didn't We Almost Have It All interprétée par Whitney Houston |
| 1989  | Bobby McFerrin pour Don't Worry, Be Happy* interprétée par Bobby McFerrin                                        | - Brenda Russell, Jeff Hall et Scott Cutler pour Piano in the Dark interprétée par Brenda Russell   |

### Années 1990
| Année | Gagnant | Nominations                                                                                                  |
| ----- | --- | --- |
| 1990  | Larry Henley et Jeff Silbar pour Wind Beneath My Wings* interprétée par Bette Midler                          | - Mike Rutherford et B. A. Robertson pour The Living Years interprétée par Mike + The Mechanics              |
| 1991  | Julie Gold pour From a Distance interprétée par Bette Midler                                                  | - Chynna Phillips, Glen Ballard et Carnie Wilson pour Hold On interprétée par Wilson Phillips                |
| 1992  | Irving Gordon pour Unforgettable* interprétée par Natalie Cole avec Nat King Cole                             | - Marc Cohn pour Walking in Memphis interprétée par Marc Cohn                                                |
| 1993  | Eric Clapton pour Tears in Heaven* interprétée par Eric Clapton                                               | - Wendy Waldman, Jon Lind et Phil Galdston pour Save the Best for Last interprétée par Vanessa Lynn Williams |
| 1994  | Alan Menken et Tim Rice pour A Whole New World interprétée par Peabo Bryson et Regina Belle                   | - Neil Young pour Harvest Moon interprétée par Neil Young                                                    |
| 1995  | Bruce Springsteen pour Streets of Philadelphia interprétée par Bruce Springsteen                              | - Gary Baker et Frank Myers pour I Swear interprétée par John Michael Montgomery et All-4-One                |
| 1996  | Seal pour Kiss from a Rose* interprétée par Seal                                                              | - Glen Ballard et Alanis Morissette pour You Oughta Know interprétée par Alanis Morissette                   |
| 1997  | Gordon Kennedy (en), Wayne Kirkpatrick et Tommy Sims (en) pour Change the World* interprétée par Eric Clapton | - Kenneth Edmonds pour Exhale (Shoop Shoop) interprétée par Whitney Houston                                  |
| 1998  | Shawn Colvin et John Leventhal pour Sunny Came Home* interprétée par Shawn Colvin                             | - R. Kelly pour I Believe I Can Fly interprétée par R. Kelly                                                 |
| 1999  | James Horner et Will Jennings pour My Heart Will Go On* interprétée par Céline Dion                           | - Robert Lange et Shania Twain pour You're Still the One interprétée par Shania Twain                        |

### Années 2000
| Année | Gagnant                                                                                                  | Nominations |
| ----- | --- | --- |
| 2000  | Itaal Shur et Rob Thomas pour Smooth* interprétée par Carlos Santana avec la participation de Rob Thomas | - Robert Lange et Shania Twain pour You've Got a Way interprétée par Shania Twain                                           |
| 2001  | U2 pour Beautiful Day* interprétée par U2                                                                | - Mark Sanders et Tia Sillers pour I Hope You Dance interprétée par Lee Ann Womack                                          |
| 2002  | Alicia Keys pour Fallin' interprétée par Alicia Keys                                                     | - Nelly Furtado pour I'm Like a Bird interprétée par Nelly Furtado                                                          |
| 2003  | Jesse Harris pour Don't Know Why* interprétée par Norah Jones                                            | - Alan Jackson pour Where Were You (When the World Stopped Turning) interprétée par Alan Jackson                            |
| 2004  | Richard Marx et Luther Vandross pour Dance with My Father interprétée par Luther Vandross                | - Jeff Bass, Eminem et Luis Resto pour Lose Yourself interprétée par Eminem                                                 |
| 2005  | John Mayer pour Daughters interprétée par John Mayer                                                     | - Daniel Estrin et Douglas Robb pour The Reason interprétée par Hoobastank                                                  |
| 2006  | U2 pour Sometimes You Can't Make It on Your Own interprétée par U2                                       | - John Legend et will.i.am pour Ordinary People interprétée par John Legend                                                 |
| 2007  | Dixie Chicks et Dan Wilson pour Not Ready to Make Nice* interprétée par Dixie Chicks                     | - Brett James, Hillary Lindsey et Gordie Sampson pour Jesus, Take the Wheel interprétée par Carrie Underwood                |
| 2008  | Amy Winehouse pour Rehab* interprétée par Amy Winehouse                                                  | - Kuk Harrell, Jay-Z, Christopher Stewart et The-Dream pour Umbrella interprétée par Rihanna avec la participation de Jay-Z |
| 2009  | Coldplay pour Viva la Vida interprétée par Coldplay                                                      | - Sara Bareilles pour Love Song interprétée par Sara Bareilles                                                              |

### Années 2010
| Année | Gagnant | Nominations |
| ----- | --- | --- |
| 2010  | Thaddis Harrell, Beyoncé Knowles, The-Dream et Christopher Stewart pour Single Ladies (Put a Ring on It) interprétée par Beyoncé                                                                   | - Liz Rose et Taylor Swift pour You Belong with Me interprétée par Taylor Swift                                                                                        |
| 2011  | Dave Haywood, Josh Kear, Charles Kelley et Hillary Scott pour Need You Now interprétée par Lady Antebellum                                                                                         | - Alexander Grant, Skylar Grey et Eminem pour Love The Way You Lie interprétée par Eminem                                                                              |
| 2012  | Adele et Paul Epworth pour Rolling in the Deep interprétée par Adele | - Justin Vernon pour Holocene interprétée par Bon Iver |
| 2013  | Nate Ruess, Jack Antonoff, Jeff Bhasker et Andrew Dost pour We Are Young interprétée par Fun et Janelle Monáe                                                                                      | - Jörgen Elofsson, David Gamson, Greg Kurstin et Ali Tamposi pour Stronger (What Doesn't Kill You) interprétée par Kelly Clarkson                                      |
| 2014  | Joel Little, Ella Yelich-O'Connor pour Royals interprétée par Lorde | - Ben Haggerty, Ryan Lewis et Mary Lambert pour Same Love interprétée par Ryan Lewis et Mary Lambert                                                                   |
| 2015  | James Napes, William Phillips et Sam Smith pour Stay with Me interprétée par Sam Smith | - Andrew Hozier-Byrne pour Take Me to Church interprétée par Hozier |
| 2016  | Ed Sheeran et Amy Wadge pour Thinking Out Loud interprétée par Ed Sheeran | - Andrew Cedar, Justin Franks, Cameron Thomaz et Charlie Puth pour See You Again interprétée par Wiz Khalifa ft. Charlie Puth                                          |
| 2017  | Adele et Greg Kurstin pour Hello interprétée par Adele | - Lukas Graham, Stefan Forrest, Morten Pilegaard et Morten Ristorp pour 7 Years interprétée par Lukas Graham                                                           |
| 2018  | Christopher Brody Brown, James Fauntleroy, Philip Lawrence (en), Bruno Mars, Ray Charles McCullough, Jeremy Reeves, Ray Romulus et Jonathan Yip pour That's What I Like interprétée par Bruno Mars | - Alessia Caracciolo, Sir Robert Bryson Hall II, Arjun Ivatury, Khalid Robinson et Andrew Taggart pour 1-800-273-8255 interprétée par Logic ft. Alessia Cara et Khalid |
| 2019  | Donald Glover, Ludwig Göransson et Jeffery Lamar Williams pour This Is America interprétée par Childish Gambino                                                                                    | - Lady Gaga, Mark Ronson, Anthony Rossomando et Andrew Wyatt pour Shallow interprétée par Lady Gaga et Bradley Cooper                                                  |

### Années 2020
| Année | Compositeur | Nominations |
| ----- | --- | --- |
| 2020  | Billie Eilish et Finneas O'Connell pour Bad Guy interprétée par Billie Eilish                                                | - Steven Cheung, Eric Frederic, Melissa Jefferson & Jesse Saint John pour Truth Hurts interprétée par Lizzo |
| 2021  | Dernst Emile II, H.E.R. et Tiara Thomas pour I Can't Breathe (en) interprétée par H.E.R.                                     | - Julia Michaels et JP Saxe pour If the World Was Ending interprétée par Julia Michaels et JP Saxe |
| 2022  | Brandon Anderson, Christopher Brody Brown, Dernst Emile II et Bruno Mars pour Leave the Door Open interprétée par Silk Sonic | - Brandi Carlile, Dave Cobb, Phil Hanseroth et Tim Hanseroth pour Right on Time interprétée par Brandi Carlile |
| 2023  | Bonnie Raitt pour Just Like That interprétée par Bonnie Raitt                                                                | - Jake Kosich, Johnny Kosich, Kendrick Lamar et Matt Schaeffer pour The Heart Part 5 interprétée par Kendrick Lamar |
| 2024  | Billie Eilish et Finneas O'Connell pour What Was I Made For? interprétée par Billie Eilish                                   | - Miley Cyrus, Gregory Aldae Hein et Michael Pollack pour Flowers interprétée par Miley Cyrus - Jack Antonoff, Lana Del Rey et Sam Dew pour A&W interprétée par Lana Del Rey - Jack Antonoff et Taylor Swift pour Anti-Hero interprétée par Taylor Swift - Jon Batiste et Dan Wilson pour Butterfly interprétée par Jon Batiste - Caroline Ailin, Dua Lipa, Mark Ronson et Andrew Wyatt pour Dance the Night interprétée par Dua Lipa - Rob Bisel, Carter Lang et Solána Rowe pour Kill Bill interprétée par SZA - Dan Nigro et Olivia Rodrigo pour Vampire interprétée par Olivia Rodrigo |
| 2025  | Kendrick Lamar pour Not Like Us interprétée par Kendrick Lamar                                                               | - A Bar Song interprétée par Shaboozey - Birds of a Feather interprétée par Billie Eilish - Die with a Smile interprétée par Lady Gaga feat Bruno Mars - Fortnight interprétée par Taylor Swift featuring Post Malone - Good Luck, Babe! interprétée par Chappell Roan - Please Please Please interprétée par Sabrina Carpenter - Texas Hold 'Em interprétée par Beyoncé |